# Austin Palmer
Austin Norman Palmer (ur. 22 grudnia 1860 w Fort Jackson w stanie Nowy Jork, zm. 16 listopada 1927) – amerykański pedagog, twórca metody nauczania pisma odręcznego, zwaną Metodą Palmera. Teorię tę opisał w książce Palmers' Guide to Business Writing.